# Odaxothrissa mento
Odaxothrissa mento és una espècie de peix pertanyent a la família dels clupeids.

## Descripció
- Pot arribar a fer 13 cm de llargària màxima.
- 12-18 radis tous a l'aleta dorsal i 16-21 a l'anal.
- Nombre de vèrtebres: 42-44.[4][5]

## Reproducció
Possiblement migra els cursos fluvials amunt per reproduir-se.

## Alimentació
Menja peixets (incloent-hi els joves de la seua mateixa espècie) i insectes aquàtics.

## Hàbitat
És un peix d'aigua dolça, pelàgic, potamòdrom i de clima tropical (13°N-2°S).

## Distribució geogràfica
Es troba a Àfrica: Benín, el Camerun, Ghana, Níger, Nigèria i Togo, incloent-hi el llac Volta i el riu Níger.

## Estat de conservació
Els vessaments de petroli a la conca del riu Níger i la desforestació i la sedimentació a la conca del riu Volta amenacen les poblacions d'aquesta espècie a l'Àfrica Occidental.

## Observacions
És inofensiu per als humans.